# Ronde van de Pharmacie Centrale
De Ronde van de Pharmacie Centrale is een meerdaagse wielerwedstrijd die sinds 2006 wordt verreden in Tunesië. De wedstrijd maakt deel uit van de UCI Africa Tour, met de categorie 2.2. De eerste twee edities werden gewonnen door Hassen Ben Nasser.
In 2018 werd de wedstrijd voor het eerst sinds 2008 gehouden. Vanwege de weersomstandigheden reden slechts vijftien renners de tweede etappe uit, waarna de organisatie besloot de etappe te annuleren. De volgende dag zouden de renners weer opstappen, maar ook die etappe werd afgelast. De organisatie besloot de tweede etappe toch te laten tellen en Gaëtan Bille, de winnaar van die etappe en dus leider in het klassement, uit te roepen tot eindwinnaar. De vierde etappe zou als eendagswedstrijd, als de Grote Prijs van de Pharmacie Centrale, wel worden verreden. Die wedstrijd werd gewonnen door Gruffudd Lewis.

## Lijst van winnaars

### Meervoudige winnaars
| Overwinningen | Renner            | Jaren      |
| ------------- | ----------------- | ---------- |
| 2             | Hassen Ben Nasser | 2006, 2007 |

### Overwinningen per land
| Overwinningen | Land              |
| ------------- | ----------------- |
| 2             | Tunesië           |
| 1             | België, Frankrijk |

2005 · 
2006 · 
2007 · 
2008 · 
2009 · 
2010 · 
2011 · 
2012 · 
2013 ·
2014 · 
2015 ·
2016 ·
2017 ·
2018 ·
2019 ·
2020 ·
2021 ·
2022 ·
2023 ·
2024 ·
2025
Belangrijkste wedstrijden

Ronde van Burkina Faso · La Tropicale Amissa Bongo · Ronde van Kameroen · Ronde van Marokko · GP Chantal Biya · Ronde van Rwanda